# Hipposideros bicolor
El murciélago nariz de hoja bicolor (Hipposideros bicolor) es una especie de murciélago de la familia Hipposideridae. Tiene el cuerpo de color marrón rojizo y las alas oscuras. Se lo encuentra en Indonesia, Malasia, las Filipinas y Tailandia.